# Danylo Tanjačkevyč
Danylo Tanjačkevyč, ukrajinsky Данило Танячкевич, polsky Daniel Taniaczkiewicz (18. listopadu 1842 Didyliv – 21. dubna 1906 Zakomarja), byl rakouský řeckokatolický duchovní a politik ukrajinské (rusínské) národnosti z Haliče, na přelomu 19. a 20. století poslanec Říšské rady.

## Biografie
Roku 1867 vystudoval teologii ve Lvově. Pak byl ustanoven duchovním na farnosti Zakomarja. Patřil mezi hlavní ukrajinské aktivisty v Haliči. Byl čestným členem spolku Prosvita. Organizoval studentské kluby, psal politické spisy a přispíval do tisku, zejména do listu Večernyci nebo do měsíčníku Meta a novin Pravda. V otevřeném dopisu redakci listu Rus z roku 1867 zformuloval programové cíle ukrajinského národního hnutí. Podílel se i na zakládání ukrajinských hospodářských organizací a spolků, například úvěrového družstva v Zoločivě a Brodech a hospodářského spolku v Zoločivě. V nekrologu je uváděno, že zasedal jako poslanec Haličského zemského sněmu. V jiných zdrojích ovšem není uváděn coby zemský poslanec.
Byl poslancem Říšské rady (celostátního parlamentu Předlitavska), kam usedl ve volbách roku 1897 za kurii venkovských obcí v Haliči, obvod Zoločiv. Ve volebním období 1897–1901 se uvádí jako hrabě Daniel Taniaczkiewicz, farář, bytem Zakomarja, pošta Ožydiv.
Ve volbách roku 1897 se uvádí jako oficiální rusínský kandidát. V listopadu 1898 utvořil na Říšské radě samostatný poslanecký Klub nezávislých rusínů, který měl jen dva členy. Kromě Tanjačkevyče ještě Teofil Okuněvskij. Ve volbách roku 1901 kandidoval, ale nebyl zvolen a ve volebním okrsku uspěl polský kandidát. Tehdy byl Tanjačkevyč uváděn coby mladorusín.
Zemřel v dubnu 1906 na své faře.